# Paragwaj na Mistrzostwach Świata w Lekkoatletyce 2013
Paragwaj na Mistrzostwach Świata w Lekkoatletyce 2013 – reprezentacja Paragwaju podczas czempionatu w Moskwie liczyła 1 zawodnika.

## Występy reprezentantów Paragwaju
| Konkurencja             | Zawodnik       | Eliminacje | Eliminacje | Finał    | Finał   |
| Konkurencja             | Zawodnik       | Rezultat   | Pozycja    | Rezultat | Pozycja |
| ----------------------- | -------------- | ---------- | ---------- | -------- | ------- |
| Rzut oszczepem mężczyzn | Víctor Fatecha | 79,03 (PB) | 18.        | NQ       | NQ      |